# Carl-Magnus Wendt
Carl-Magnus Einar Wendt, född 23 januari 1937, död 15 juni 2016 i Stockholm, var en svensk historiker, författare och journalist med Frankrike som specialområde. Han var lektor på Spånga gymnasium. Wendt var redaktör för tidningar som Folkets Historia och Tidskrift för Folkets Rättigheter. Han medverkade bland annat i Folket i Bild/Kulturfront. Wendt satt i styrelsen för föreningen Iraksolidaritet. Han är gravsatt i minneslunden på Norra begravningsplatsen utanför Stockholm.